# Leopoldo Jorge Moreira da Rocha
Leopoldo Jorge Moreira da Rocha (Sobral, 2 de julho de 1866 - Rio de Janeiro, 25 de fevereiro de 1912) foi engenheiro civil e militar brasileiro.

## Biografia
Natural de Sobral, município do noroeste cearense, era o mais velho dos três filhos do comendador José Antônio Moreira da Rocha e de Ermelinda Carolina da Silva Rocha. Era irmão mais velho de José Moreira da Rocha, ex-governador do Ceará, e neto materno do coronel Joaquim Ribeiro da Silva.
Estudou humanidades no Colégio São José, da Bahia. Voltando ao Ceará, praticou como maquinista na Estrada de Ferro de Baturité. Fundada a Escola Militar de Fortaleza, assentou praça como 1º cadete e matriculou-se na dita escola. Transferido para a do Rio de Janeiro, nela terminou seu curso, tendo na mesma época recebido o diploma de engenheiro civil pela Escola Politécnica. Tinha o posto de tenente quando pediu demissão do Exército.
Como engenheiro do estado do Rio, presidiu aos trabalhos da drenagem da baixada de Campos, para o saneamento e desenvolvimento agrícola daquele município, recebendo pelo serviço, que fez, os maiores elogios. Trabalhou também no prolongamento da Estrada de Ferro de Baturité. Foi o construtor do grande quartel da rua São Clemente, na então capital federal. Em Campos, reedificou a igreja de Nossa Senhora da Morte, que estava arruinada.
Agraciado pela Santa Sé com o título de Conde de São Leopoldo, não fez uso do título em razão dos cargos públicos que ocupava. Depois de uma longa viagem pela Europa, faleceu no Rio de Janeiro, aos 46 anos.